# Ministère de la Justice et Garde des sceaux
Le ministère de la Justice et garde des sceaux est le département ministériel du gouvernement au Niger.

## Historique
Le Ministère de la Justice et garde des sceaux est un service administratif qui existe depuis décembre 1960.

## Description

### Siège
Le ministère de la Justice et garde des sceaux du Niger a son siège à Niamey; près du siège de la Seen.

### Attributions
Le Ministre de la Justice, Garde des Sceaux est chargé de la relation avec les autres Ministres concernés de la conception, de l’élaboration, de la mise en œuvre, du suivi et de l’évaluation de la politique nationale en matières judiciaires et des droits de l’homme et conformément aux orientations définies par le Gouvernement.
Il est le dépositaire des Sceaux et armoiries de l’État,.

### Ministres
Le ministre de la Justice et Garde des sceaux du Niger est Alio Daouda.